# Mali na Letnich Igrzyskach Olimpijskich 2000
Mali na Letnich Igrzyskach Olimpijskich 2000 reprezentowało 5 zawodników (3 mężczyzn i 2 kobiety)

## Skład kadry

### Judo
Mężczyźni
- Brahima Guindo

### Lekkoatletyka
Mężczyźni
- Youssouf Simpara

bieg na 100 m (odpadł w 1 rundzie eliminacji)
Kobiety
- Kadiatou Camara

bieg na 100 m (odpadła w 1 rundzie eliminacji)

### Pływanie
Mężczyźni
- Bakary Sereme

50 m stylem dowolnym (odpadł w eliminacjach)
Kobiety
- Mariam Keita

100 m stylem klasycznym (odpadła w eliminacjach)